# Longitarsus quadriguttatus
Longitarsus quadriguttatus  (лат.) — вид листоедов (Chrysomelidae) из подсемейства козявок (Galerucinae). Распространён в Центральной и Юго-Восточной Европе, Малой Азии и на Кавказе. Взрослые жуки и их личинки питаются листьями бурачниковых (Boraginaceae), а именно листьями чернокорня лекарственного (Cynoglossum officinale) и синяка обыкновенного (Echium vulgare).

## Вариетет
- Вариетет: Longitarsus quadriguttatus var. binotatus Weise, 1888
- Вариетет: Longitarsus quadriguttatus var. immaculatus Weise, 1888
- Вариетет: Longitarsus quadriguttatus var. vittatus Weise, 1888